# Miltodes
Miltodes is een geslacht van kevers uit de familie van de loopkevers (Carabidae). De wetenschappelijke naam van het geslacht is voor het eerst geldig gepubliceerd in 1922 door Andrewes.

## Soorten
Het geslacht Miltodes omvat de volgende soorten:
- Miltodes ellipticus Andrewes, 1937
- Miltodes granum Andrewes, 1922